# Sorare
Sorare é um jogo de futebol de fantasia , onde os jogadores compram, vendem, trocam e gerenciam um time virtual com cartões digitais de jogadores de futebol. O jogo usa tecnologia blockchain baseada em Ethereum e foi criada em 2018 por Nicolas Julia e Adrien Montfort.

## Conceito
Os usuários, como dirigentes, compõem times virtuais de cinco jogadores de futebol , a partir de cartões de blockchain na plataforma Sorare. As equipes são classificadas com base no desempenho de seus jogadores no campo de futebol do mundo real sendo-lhes atribuídos pontos, tal como no caso dos games de fantasy football.
Alguns dos cartões são colecionáveis digitais licenciados (cartões raros, super-raros e únicos). O uso da tecnologia blockchain significa que os cartões digitais têm escassez comprovada.

## Desenvolvimento
Sorare opera na rede blockchain subjacente da Ethereum para proteger a propriedade e distribuição de cartões. O suprimento de cartões é limitado e os cartões não podem ser alterados, duplicados ou excluídos. Cada carta de jogador é representada como um token não fungível (NFT) usando o padrão de token ERC-721 no Ethereum. Cada cartão de jogador é único e de propriedade pessoal do jogador, validado através do blockchain, permitindo que seu valor seja apreciado ou depreciado com base no mercado.
As parcerias de licenciamento que Sorare firma com ligas, como a K League e clubes como o Real Madrid , permitem que os cartões Sorare tenham a marca oficial com as fotos e nomes dos jogadores de cada temporada.
Em maio de 2019, a empresa anunciou uma rodada de pré-lançamento de EUR 550.000, incluindo o empresário de tecnologia Xavier Niel . 
Em julho de 2020, a empresa arrecadou 4 milhões junto de vários jogadores de futebol liderados pelo campeão alemão da Copa do Mundo André Schürrle.  Tendo também recebido o apoio da Ubisoft, E-Ventures, Partech & Consensys. 
Em dezembro de 2020, a empresa levantou outros 3,5 milhões de euros junto de jogadores como Gerard Piqué, entre outros. 

## Times
Em maio de 2021, existiam 140 times no jogo.  Isso marca um aumento de mais de 50 times em comparação com março de 2020. Entre eles estão times da liga portuguesa, brasileira, alemã, italiana, francesa, holandesa, argentina, mexicana e inglesa. A liga belga Jupiler Pro League tem todos os seus times licenciados no Sorare.